# تیره‌راسوی دریایی
تیره‌راسوی دریایی (نام علمی: Neovison macrodon) نام یک گونه منقرض‌شده از گونه تیره‌راسوی آمریکایی است.